# آلية عمل (صيدلة)

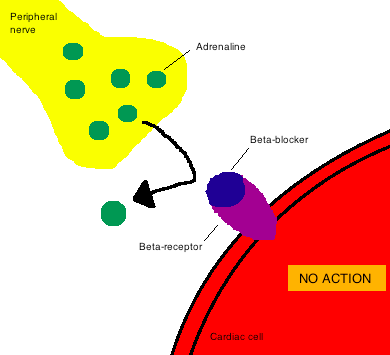

في مجال علم الأدوية، يشير مصطلح آلية العمل (إم أو إيه) إلى التفاعل الكيميائي الحيوي المحدد الذي تحقق من خلاله مادة دوائية تأثيرها الدوائي. تتضمن آلية العمل عادةً ذكر المستهدفات الجزيئية المحددة التي يرتبط بها الدواء، مثل الإنزيم أو المستقبلات. تمتلك مواقع المستقبلات ألفة محددة للأدوية بناءً على التركيب الكيميائي للدواء، بالإضافة إلى الإجراء المحدد الذي يحدث هناك.
تحقق الأدوية التي لا ترتبط بالمستقبلات تأثيرَها العلاجي المطابق ببساطة من خلال التفاعل مع الخصائص الكيميائية أو الفيزيائية في الجسم. من الأمثلة الشائعة للأدوية التي تعمل بهذه الطريقة مضادات الحموضة والملينات.
في المقابل، يصف نمط العمل التغيرات الوظيفية أو التشريحية، على المستوى الخلوي، الناتجة عن تعرض كائن حي لمادة ما.

## لماذا تعد آلية العمل مهمة
من المهم توضيح آلية عمل الأدوية والأدوية الجديدة لعدة أسباب:
- في حالة تطوير الأدوية المضادة للعدوى، تسمح المعلومات بتوقع المشاكل المتعلقة بالسلامة السريرية. من المحتمل أن تتسبب الأدوية التي تعطل الغشاء السيتوبلازمي أو سلسلة نقل الإلكترون مثلًا بحدوث مشاكل سمية أكثر من تلك التي تستهدف مكونات جدار الخلية (الببتيدوغليكان أو البيتا غلوكانات) أو الريبوسوم 70 إس، وهي بنى غير موجودة في الخلايا البشرية.[3][4]
- من خلال معرفة التفاعل الحاصل بين موقع محدد لدواء ما ومستقبِل معين، يمكن صياغة أدوية أخرى بطريقة تكرر هذا التفاعل، وبالتالي تنتج نفس التأثيرات العلاجية. تُستخدم هذه الطريقة في الواقع لإيجاد أدوية جديدة.
- يمكنها المساعدة في تحديد المرضى الأكثر احتمالًا للاستجابة للعلاج. على سبيل المثال، من المعروف أن التراستوزوماب، وهو دواء لسرطان الثدي، يستهدف البروتين إتش إي آر 2، لذلك يمكن فحص الأورام لتحري وجود هذا الجزيء لتحديد ما إن كان المريض سيستفيد من العلاج بالتراستوزوماب أم لا.[5][6]
- قد تفسح المجال لتحديد الجرعات بشكل أفضل بسبب إمكانية مراقبة آثار الدواء على المسار المستهدف لدى المريض. على سبيل المثال، تُحدد جرعة الستاتينات عادةً عن طريق قياس مستويات الكوليسترول في الدم لدى المريض.
- قد تسمح بتوليف الأدوية بطريقة تقلل من احتمالية نشوء مقاومة للدواء. من خلال معرفة البنية الخلوية التي يعمل عليها دواء مضاد للعدوى أو مضاد للسرطان، فمن الممكن إعداد مزيج يثبط أهدافًا متعددة في نفس الوقت، وبذلك تقليل خطر أن تؤدي طفرة واحدة في الحمض النووي للميكروب أو للورم إلى مقاومة الدواء وفشل العلاج.[7][8][9]
- قد تسمح بتحديد دواعي الاستعمال الأخرى للدواء. على سبيل المثال، سمح اكتشاف أن السيلدينافيل يثبط بروتينات الفوسفوديستراز5 (بّي دي إي-5) بإعادة استخدام هذا الدواء في علاج فرط ضغط الدم الشرياني الرئوي، إذ يُعبَّر عن البّي دي إي-5 في الرئتين المصابتين بفرط الضغط الرئوي.[10][11]

## كيف تُحدد آلية العمل

### طرق تعتمد على الفحص المجهري
تحرض المركبات النشطة حيويًا تغيرات النمط الظاهري في الخلايا المستهدفة، وهي تغيرات يمكن ملاحظتها بواسطة الفحص المجهري، 
وقد تعطي فكرة حول آلية عمل المركب.
في العوامل المضادة للبكتيريا، قد يدل تحول الخلايا المستهدفة إلى جبلة كروية على تثبيط تصنيع الببتيدوغليكان، وقد يكون تخيط الخلايا المستهدفة مؤشرًا على تثبيط البروتين الرابط للبنسلين والبروتين زِد واصطناع الدنا. تشمل التغييرات الأخرى التي تسببها العوامل المضادة للبكتيريا تشكيل الخلايا البيضوية، والأشكال متعددة الخلايا الكاذبة، وتورم الموضعي، وتشكل الانتفاخ، والنزيف، وثخانة الببتيدوغليكان. في حالة العوامل المضادة للسرطان، يشير تشكل فقاعة إلى أن المركب يمزق الغشاء الخلوي.
إن الحد الحالي لهذا النهج هو الوقت اللازم لإنشاء البيانات وتفسيرها بطريقة يدوية، ولكن التقدم في الفحص المجهري الآلي وتحليل الصور قد يساعد في حل هذه المشكلة.